# Pan della Marchesa
Il Pan della Marchesa è un dolce inserito nel "Paniere di Susa Galupa" (Associazione enogastronomica per la valorizzazione e la promozione dei prodotti tipici della Valle di Susa).

## Origine
La ricetta del dolce compare in un ricettario manoscritto del 1958 di un pasticcere di Susa. Originariamente il Pan della Marchesa era a forma di ciambella ma dal 1987, anno in cui la città di origine ospita il primo "Torneo storico dei Borghi di Susa", prese la forma di una classica torta e il suo nome richiama Adelaide, marchesa di Susa, vissuta nell'XI secolo.

## Preparazione
Si ottiene una crema morbida montando burro e zucchero, poi si aggiungono uova, miele, farina di nocciole, latte, rhum e gocce di cioccolato. Si uniscono poi, mescolando manualmente, la farina di frumento, le polveri lievitanti e la vanillina. La torta viene ricoperta con le scagliette di mandorle, di nocciole tostate e con zucchero granellato. Il Pan della Marchesa viene infornato per 20 minuti circa a una temperatura di 180 °C. Terminata la cottura, la temperatura viene rapidamente portata a +3 °C e successivamente un trattamento di vaporizzazione con alcool etilico. 

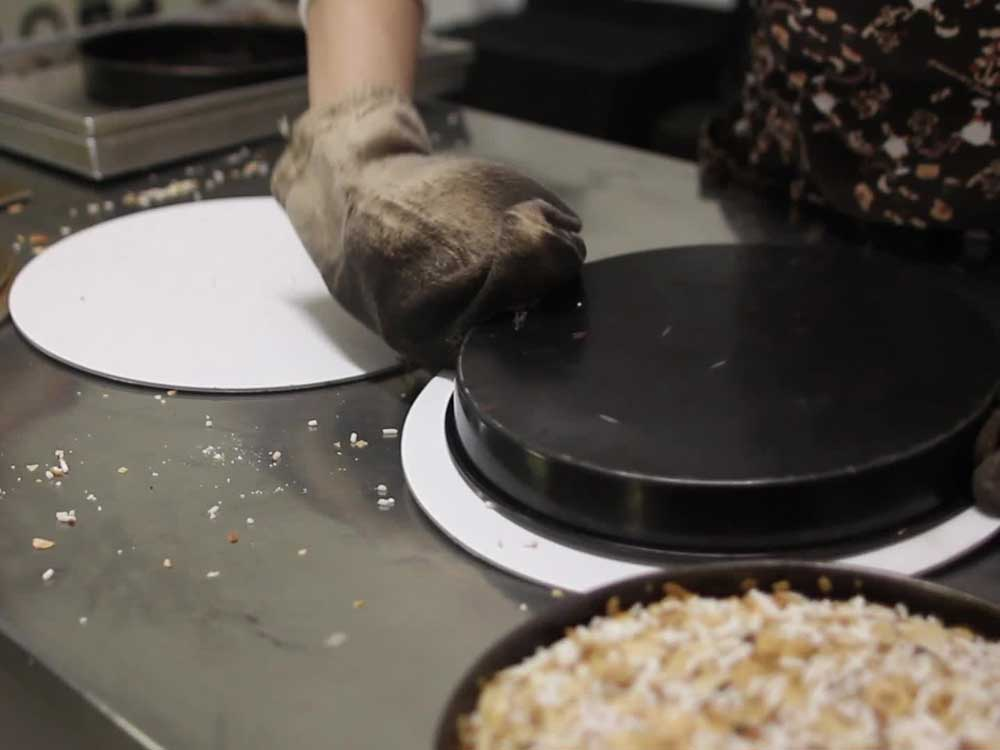
Preparazione del Pan della Marchesa
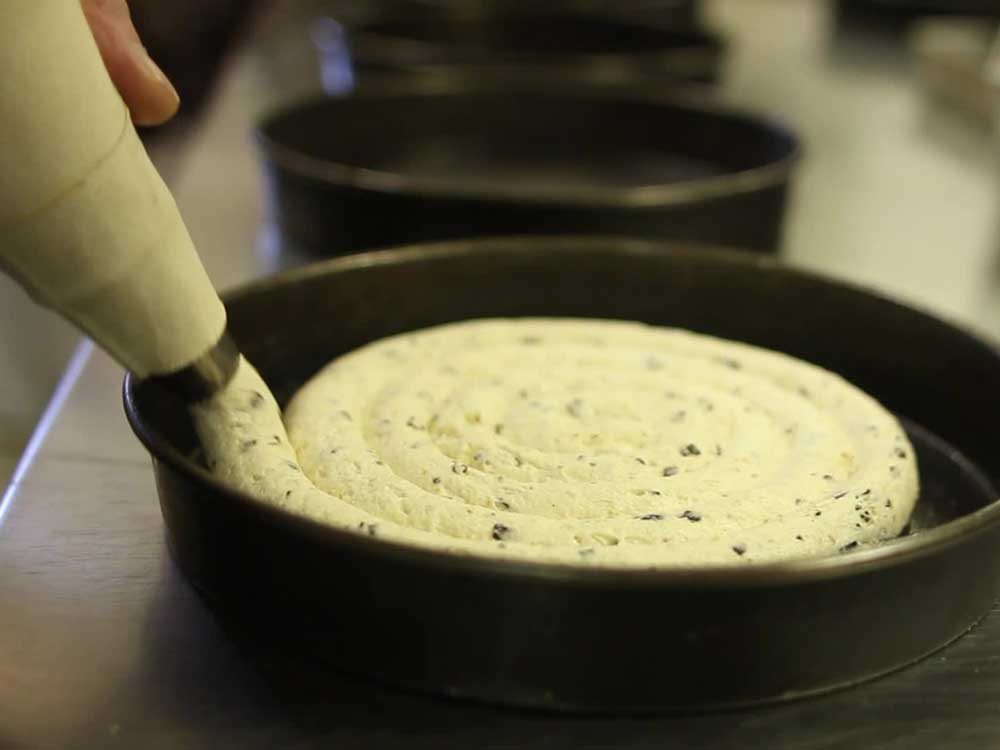
Preparazione della base del Pan della Marchesa, dolce tipico di Susa
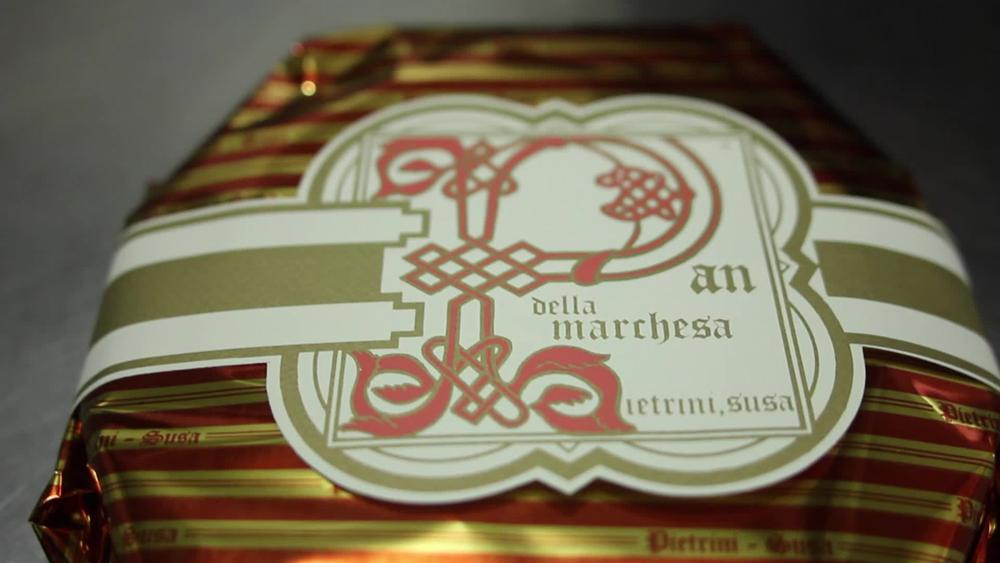
Pan della Marchesa, Susa